# Jalutorovszk
Jalutorovszk (oroszul: Ялуторовск) város Oroszország Tyumenyi területén, a Jalutorovszki járás székhelye.

## Elhelyezkedése
Tyumeny területi székhelytől 85 km-re délkeletre, a Tobol bal partján helyezkedik el. A városon vezet át az R402-es főút és a Transzszibériai vasútvonal Tyumeny–Omszk közötti szakasza.

## Történeti áttekintés

### Népesség
- 2002-ben 36 088 lakosa volt, melyből 31 990 orosz, 2 403 tatár, 399 ukrán, 278 német, 209 örmény, 114 fehérorosz, 97 csuvas, 61 azeri, 58 kazah, 54 komi stb.
- 2010-ben 36 493 lakosa volt, melyből 30 877 orosz, 2 255 tatár, 340 ukrán, 228 örmény, 194 német, 85 azeri, 83 csuvas, 63 fehérorosz, 62 kazah, 53 üzbég, 50 kirgiz stb.